# 킴벌리 컬럼
킴벌리 컬럼(Kimberly Cullum, 1981년 11월 29일 ~ )은 미국의 배우, 텔레비전 배우, 영화 배우이다.
로스앤젤레스에서 태어났다.

## 영화
- 다저스 몽키 (1994년)
- 매버릭 (1994년)
- 그레이스 언더 파이어 (1993년)
- 이브의 선택 (1991년)
- 미스테리 씨터 (1991년)
- 사선을 넘어 - TV 시리즈 (1989년)